# کونیشیرو هایاشی
کونیشیرو هایاشی (انگلیسی: Kunishirō Hayashi; ۱ ژانویهٔ ۱۹۳۹ – ۲۹ اکتبر ۲۰۱۵) بازیگر اهل ژاپن بود.